# Estación de Morés
Estación de Morés vasútállomás Spanyolországban, Morés településen a Madrid–Barcelona-vasútvonalon.

## Kapcsolódó állomások
A vasútállomáshoz az alábbi állomások vannak a legközelebb:
- Estación de Saviñán
- Estación de Purroy